# Юзефув (Луківський повіт)
Юзефув (пол. Józefów) — село в Польщі, у гміні Станін Луківського повіту Люблінського воєводства.
Населення — 354 особи (2011).
У 1975-1998 роках село належало до Седлецького воєводства.

## Демографія
Демографічна структура станом на 31 березня 2011 року:
|          | Загалом | Допрацездатний вік | Працездатний вік | Постпрацездатний вік |
| -------- | ------- | ------------------ | ---------------- | -------------------- |
| Чоловіки | 180     | 40                 | 115              | 25                   |
| Жінки    | 174     | 37                 | 89               | 48                   |
| Разом    | 354     | 77                 | 204              | 73                   |